# Fänforsen

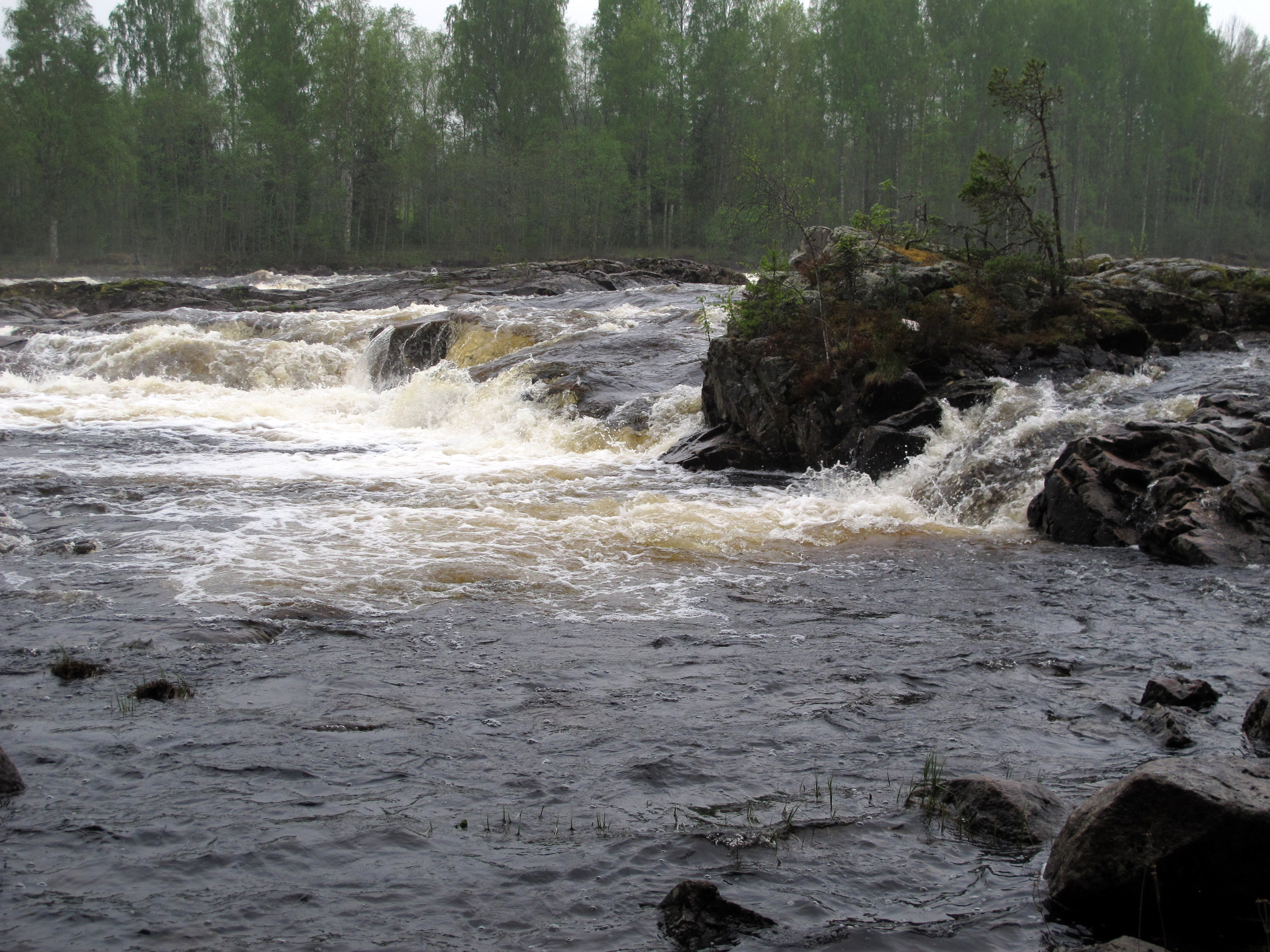
Fänforsen i maj 2013.

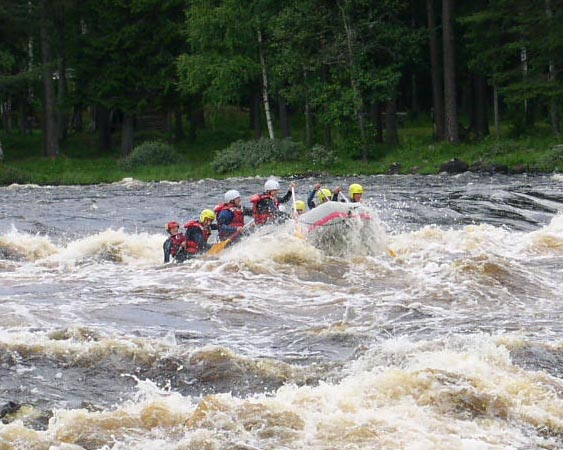
Forsränning i Fänforsen sommaren 2003.

Fänforsen (Färnforsen) är en fors i Västerdalälven väster om Björbo i Gagnefs kommun. Forsen har en längd på drygt 600 meter och en fallhöjd på nära 9 meter. Fänforsen räknas därför som en av de största forsarna söder om Norrland. Fänforsen är hemmabana för en stor del av den Svenska eliten i forspaddling, och här anordnas det årligen tävlingar i Freestyle (forspaddling), kanotslalom, störtlopp, samt kajakcross. Fänforsen är också populär för forsränningsturer med gummibåtar. Fänforsen ligger vid E16/riksväg 66 och där finns även en naturplats och en servering.

## Etymologi
Förleden Fän- går tillbaka på ordet färne, som betyder fräken.
Vattendraget Fänån har samma förled, och rinner ut i älven uppströms forsen. I den lokala dialekten kallas denna Fäná eller Färná, vilket är singularis, bestämd form - på rikssvenska Färnan.